# الزاوية سيدي عسى (إمرابطن)
الزاوية سيدي عسى هي إحدى مشيخات المملكة المغربية، تتبع جغرافيا لإقليم الحسيمة وإداريًا لإمرابطن. يقدر عدد سكانها بـ 2564 نسمة حسب الإحصاء الرسمي للسكان والسكنى لسنة 2004.